# Jürgen F. Jensen
Jürgen Friedrich Jensen (* 4. März 1939 in Meldorf, Holstein) ist ein deutscher Historiker und Archivar.

## Leben und Wirken
Jürgen F. Jensen studierte von 1959 bis 1966 Geschichte an der Universität Hamburg und der Christian-Albrechts-Universität zu Kiel und promovierte 1966 in Kiel. Anschließend trat er als Archivreferendar in den Vorbereitungsdienst für den höheren Archivdienst am Stadtarchiv Kiel und legte 1968 an der Archivschule Marburg die Fachprüfung hierfür ab. Von 1968 bis 1971 war er dann am Archiv der sozialen Demokratie in Bonn tätig. Im Jahre 1971 wechselte er als Archivassessor an das Stadtarchiv Kiel. 1973 wurde er dort Archivdirektor und leitete dieses Archiv bis zu seinem Eintritt in den Ruhestand 2004.
Jürgen F. Jensen legte zahlreiche Veröffentlichungen vor allem zur Geschichte der Stadt Kiel vor und leitete über viele Jahre die "Gesellschaft für Kieler Stadtgeschichte".

## Veröffentlichungen (Auswahl)
- Presse und politische Polizei. Hamburgs Zeitungen unter dem Sozialistengesetz 1878–1890. Dietz, Hannover 1966 (= Dissertation Universität Kiel).
- mit Werner Krause, Paul Mayer: Archiv der sozialen Demokratie. Übersicht über die Archivbestände. Bonn-Bad Godesberg 1970.
- mit Karl Rickers (Hrsg.): Andreas Gayk und seine Zeit 1893–1954. Erinnerungen an den Kieler Oberbürgermeister. Wachholtz, Neumünster 1974, ISBN 3-529-06147-6.
- Kiel im Kaiserreich. Das Erscheinungsbild der Marinestation der Ostsee 1871–1918 (= Sonderveröffentlichungen der Gesellschaft für Kieler Stadtgeschichte. Band 9). Wachholtz, Neumünster 1978, ISBN 3-529-02638-7.
- Seestadt Kiel. Geschichte und Gegenwart. Eine kommentierte Bilderchronik. 2. Auflage Wachholtz, Neumünster 1978, ISBN 3-529-06155-7.
- Das Kieler Stadt- und Schiffahrtsmuseum. Warleberger Hof und Fischhalle (= Sonderveröffentlichungen der Gesellschaft für Kieler Stadtgeschichte. Band 12). Wachholtz, Neumünster 1980, ISBN 3-529-02663-8.
- Kieler Zeitgeschichte im Pressefoto. Die 40er/50er Jahre auf Bildern von Friedrich Magnussen. 3. Auflage Wachholtz, Neumünster 1985, ISBN 3-529-02673-5.
- Historischer Stadtbildatlas Kiel. Eine Dokumentation zu den Anfängen der Ortsbild- und Denkmalpflege um 1900. Wachholtz, Neumünster 1986, ISBN 3-529-02678-6.
- mit Brigitte Schubert-Riese (Hrsg.): Beiträge zur Kultur. Vierzig Jahre Landeskulturverband Schleswig-Holstein. Wachholtz, Neumünster 1988, ISBN 3-529-06356-8.
- (Hrsg.): Kriegsschauplatz Kiel. Luftbilder der Stadtzerstörung 1944/45. Wachholtz, Neumünster 1989, ISBN 3-529-02697-2 (2. Auflage 1995).
- (Hrsg., Mitautor): Geschichte der Stadt Kiel. Wachholtz, Neumünster 1991, ISBN 3-529-02718-9.
- Alt-Kiel und die Kieler Altstadt. Historische Streifzüge (= Sonderveröffentlichungen der Gesellschaft für Kieler Stadtgeschichte. Band 32). Boyens, Heide 1998, ISBN 3-8042-0828-2.
- Kieler Stadtporträt 1870/1920. Der Einzug der Moderne im Spiegel der Bildpostkarte. 2. Auflage (= Sonderveröffentlichungen der Gesellschaft für Kieler Stadtgeschichte. Band 42). Boyens, Heide 2003, ISBN 3-8042-1109-7.
- Kiel und die See in der Kunst und Bildreportage. 25 Jahre Sammeln und Ausstellen im Kieler Stadt- und Schiffahrtsmuseum 1978/2003 (= Sonderveröffentlichungen der Gesellschaft für Kieler Stadtgeschichte. Band 46). Boyens, Heide 2004, ISBN 3-8042-1127-5.
- Kieler Kanalbrücken. Verlorene Wahrzeichen einer Ostseestadt 1800/2000. Boyens, Heide 2010, ISBN 978-3-8042-1309-8.
- Kieler Bilderschatz. Wirklichkeit und Wahrnehmung der Stadt auf alten Photographien. Inventar der Alten Photographischen Sammlung der Gesellschaft für Kieler Stadtgeschichte, ergänzt aus Beständen des Stadtarchivs Kiel und der Schleswig-Holsteinischen Landesbibliothek (= Sonderveröffentlichungen der Gesellschaft für Kieler Stadtgeschichte. Band 69). Boyens, Heide 2012, ISBN 978-3-8042-1358-6.
- Kiel im Zeitalter der Weltkriege. Fotografierte Stadt- und Zeitgeschichte von 1914 bis 1955. 2. Auflage (= Sonderveröffentlichungen der Gesellschaft für Kieler Stadtgeschichte. Band 85). Husum Verlag, Husum 2018, ISBN 978-3-89876-874-0.
- mit Alina Dallmann (Hrsg.): „Geheim!“ – Meldungen vom Kieler Kriegsschauplatz. Die alliierten Luftangriffe in den Lageberichten des örtlichen Polizeipräsidenten 1940/45 (= Sonderveröffentlichungen der Gesellschaft für Kieler Stadtgeschichte. Band 92). Husum Verlag, Husum 2020, ISBN 978-3-96717-018-4.

Außerdem zahlreiche Aufsätze in den Mitteilungen der Gesellschaft für Kieler Stadtgeschichte.